# 武内義範
武内 義範（たけうち よしのり、1913年2月2日 - 2002年4月12日）は、日本の宗教学者、浄土真宗僧侶、京都大学名誉教授。

## 経歴
出生から修学期
1913年、三重県四日市市で東洋史研究者・武内義雄の子として生まれた。京都帝国大学文学部哲学科に進学し、在学中は田辺元に師事してヘーゲルの哲学等を学んだ。1936年に卒業。京都帝国大学大学院文学研究科に進み、1946年に修了。
宗教学研究者として
1948年、同大文学部宗教学科助教授に就いた。1959年、同教授に昇格し、宗教学講座を担当。1976年に京都大学を退官し、名誉教授となった。同年4月からは愛知学院大学文学部宗教学科教授。1988年、愛知学院大学を退職。1995年、日本学士院会員に選出された。2002年に死去。

## 受賞・栄典
- 1977年：紫綬褒章を受章。
- 1991年：仏教伝道文化賞を受賞。

## 研究内容・業績
西洋哲学の基礎の上に浄土教思想を考察し、さらに原始仏教など幅広く学際的な研究の基礎を打ち立て、門下からは多様な研究者が育った。
1941年の著書『教行信証の哲学』は三木清の遺稿「親鸞」や田辺元の『懺悔道としての哲学』における親鸞解釈に影響を与えた。

## 家族・親族
- 父：武内義雄は東洋哲学研究者。

## 著作
著書
- 『教行信証の哲学』弘文堂(教養文庫) 1941
  - 新装版 法藏館 2002[4]
  - 文庫化 法蔵館文庫 2025[5]
  - 全集組入『教行信証の哲学』(現代仏教名著全集) 隆文館[6]
  - 普及版 『教行信証の哲学』(現代仏教名著全集) 1987年
- 『親鸞と現代』中公新書 1974

著作集
- 『武内義範著作集』(全5巻) 法藏館 1999

1. 第1巻『教行信証の哲学』
2. 第2巻『親鸞の思想と歴史』
3. 第3巻『原始仏教研究』
4. 第4巻『宗教哲学・宗教現象学』
5. 第5巻『日本の哲学と仏教』

共編著
- 『哲学の世界』共編、創文社 1985
- 『日本の仏典』梅原猛との共編、中公新書 1969
- 『親鸞』(浄土仏教の思想 9) 石田慶和と共著、講談社 1991

論文
- CiNii>武内義範
- INBUDS>武内義範